# إل. سكوت رايس
إل. سكوت رايس (بالإنجليزية: L. Scott Rice)‏ هو ضابط أمريكي، ولد في 27 مايو 1958 في بدفورد ‏ في الولايات المتحدة.